# Споменик у Негришорима
Споменик у Негришорима подигнут је 1980. године испред Спомен дома културе „Данило Митровић” у центру села Негришори, Општина Лучани. Монументално обележје посвећено је житељима који су изгубили животе у Балканским и Првом светском рату, палим борацима НОБ-а и цивилним жртавама фашистичког терора у Другом светском рату.
Спомених је уништен почетком 2023. године, приликом изградње деонице Аутопута „Милош Велики” на траси Паковраће-Пожега. У непосредној близини налази се гробље које је 1993. године од стране Републичког завода за заштиту споменика културе проглашено за непокретно културно добро Србије СК 1062.

## Рушење споменика
Вест о рушењу споменика први је објавио чачански портал Ozonpress 19. марта 2023, након чега су уследиле бројне реакције јавности.
Према изјавама званичника споменик је „случајно срушен” 19. марта 2023. године од стране кинеске компаније China Communications Construction Company Limited која изводи радове на овој деоници аутопута. На вест о рушењу споменика, министар Горан Весић 20. марта затражио је његову хитну реконструкцију након чега су оштећени остаци споменика уклоњени, а кинеска компанија признала кривицу и прихватила трошкове реконструкције и измештања на нову локацију.
Унаточ изјавама извођача радова да је споменик „случајно срушен”, евидентно је да је већ постојала намера за његово уклањање, с обзиром да је споменик претходно демонтиран, а оближњи објекти - стара школа, дом културе и сеоска продавница - сравњени са земљом.
Споменик и наведени објекти подигнути су залагањем, радом и средствима мештана Негришора.
- Стање фебруара 2023.
- Демонтиране скулптуре
- Градилиште аутопута
- Гробље у Негришорима

## Опис споменика
Меморијални споменик комплексног је типа:
На осам камених саркофага, укомпонованих као постоље, постављена је статуа победника висока 2,25 м. Са обе стране су по две скулптуре; партизанка и сужањ, рањеник и нарикача. На једној плочи је уклесано 85 имена ратника из Првог светског рата, на другој 60 бораца и жртава фашистичког терора.
Аутор споменика је Радослав Раде Јованчевић, ликовни педагог из Лучана.
На две плоче од црног мермера уписана су имена жртава ратова: на левој имена палих Негришораца - ратника Балканских и Првог светског рата, а на десној имена партизана и цивилних жртава страдалих у Другом светском рату.

## Жртве ратова
Аутор споменика Радослав Раде Јованчевић 1990. године објавио је „Хронику села Негришори” у издању САНУ, у којој се наводе имена војника палих у ратовима 1912-18. године; припадника Народноослободилачког покрета, Југословенске војске у отаџбини, жандармерије и СДС-а, као и имена цивила који су стрељани током немачке казнене експедиције јула 1943. године.

### Ратници пали у Балканским и Првом светском рату
- Станислав Ружић, син Риста, рођен 1882. године, погинуо на Пожерској чуки 1916.
- Раде Сретеновић, п. поручник, син Благоја, рођен 1885. године, умро у Негришорима 18. маја 1914. од задобијених рана.
- Милован Топаловић, п. поручник, син Алексија, рођен 1887, године, погинуо на Чуки 16. октобра 1916.
- Габоровић Борисав, каплар, погинуо у Лазаревцу 1914.
- Габоровић Војко редов, умро у Приштини 1915.
- Габоровић Милисав, наредник, погинуо у Соровићу 19. марта 1917.
- Габоровић Милојко, редов, умро у Приштини 25. марта 1915.
- Габоровић Милутин, редов, умро од рана у Рају, 5. јануара 1915.
- Габоровић Новица, п. поручник, погинуо на Кајмакчалану 1916.
- Габоровић Петар, железничар, погинуо у Чачку 1915.
- Габоровић Примислав, редов, умро у Београду 19. октобра 1915.
- Габоровић Светомир, редов-болничар, умро у Тиролу 17. маја 1917.
- Дмитровић Василије, поднаредник, погинуо код Битоља, 17. октобра 1916.
- Дуњић Алексије, редов, погинуо на Степојевцу 14. новембра 1914.
- Дуњић Бошко, редов, погинуо на Гучеву 1914.
- Дуњић Вучко, редов, погинуо у Причиновићу 1914.
- Дуњић Глишо, редов-болничар, умро у Вертекопу 9. јула 1916.
- Дуњић Драгутин, редов, погинуо на Степојевцу 14. јуна 1914.
- Дуњић Милија, редов, умро у Приштини 1915.
- Дуњић Миљко, редов, умро на путу преко Албаније 1915.
- Дуњић Милутин, редов, погинуо на Степојевцу 14. новембра 1914.
- Дуњић Раденко, редов-пионир, умро на боловању код куће 7. марта 1915.
- Дуњић Спасоје, редов, умро у Ашаху 18. марта 1916.
- Живановић Милош, редов, умро у Крагујевцу 1915.
- Живановић Радивоје, умро од рана у Негришорима 1915.
- Илић Илија, редов, умро на боловању код куће 1916.
- Илић Милија, редов, умро у В. Крсни 1915.
- Јанковић Драгољуб, редов, умро од рана у Младеновцу 1914.
- Јанковић Јован, каплар, погинуо на Конатници 1914.
- Јаћимовић Гвозден, каплар, умро у Београду априла 1915.
- Јанковић Драгољуб, редов, погинуо у Лозници 1914.
- Јованчевић Новица, каплар, умро од рана у Уж. Пожеги 7. марта 1915.
- Коковић Андрија, редов, погинуо на Конатници 1914.
- Коковић Арсеније, наредник, умро на боловању 4. IV 1919.
- Кузмановић Јован, редов, заклан у Бицану 13. септембра 1913.
- Кузмановић Јовић, наредник, погинуо на Брестовику 1914.
- Кузмановић Љубисав, редов, умро на путу преко преко Албаније 1915.
- Кузмановић Љубомир, редов, умро на путу преко Албаније 1915.
- Кузмановић Милутин, редов, умро на путу преко преко Албаније 1915.
- Лојаница Мијаило, редов, погинуо на Степојевцу 14. новембра 1914.
- Маркићевић Аксентије, редов, умро на путу преко Албаније 1915.
- Маркићевић Владислав, редов, нестао на Конатници 1914.
- Марковић Миљко, редов, умро на боловању 7. новембра 1916.
- Марковић Филип, п. поднаредник, умро у Чачку 1918. од задобијених рана.
- Милосављевић Јован, наредник, нестао у Љешу 8. децембра 1915.
- Митровић Адам, редов санит. умро у Прокупљу 7. априла 1914.
- Митровић Богдан, редов, умро на путу преко Албаније 1915.
- Митровић Вељко, редов, умро на боловању 21. марта 1915.
- Митровић Вилиман, редов, умро на боловању 1918.
- Митровић Владимир, редов, умро на боловању 1914.
- Митровић Ђорђе, редов погинуо на Калису 9. септембра 1913.
- Митровић Здравко, редов, умро код куће 1915.
- Митровић Миленко, редов, погинуо на Смедереву 11. новембра 1914.
- Митровић Милија, наредник, погинуо на Брегалници 1913.
- Митровић Младен, редов, погинуо на Смедереву 1914.
- Митровић Чедомир, редов, погинуо на Смедереву 1914.
- Николић Рајко, редов, умро у Кајзагарину 1917.
- Павловић Миленко, редов, умро на боловању код куће 1915.
- Протић Алексије, наредник, утопио се 23. октобра 1916.
- Ружић Велисав, редов, погинуо на Кремни 6. јула 1915.
- Ружић Видосав, наредник, умро на боловању 2. марта 1915.
- Ружић Живко, редов-пионир, умро у Раковици 17. марта 1915.
- Ружић Миливоје, редов, умро у Ашаху 28. септембра 1915. године.
- Ружић Миљко, редов, умро у Београду 1915.
- Ружић Мито, редов, умро у Чачку 1918. од последица рана.
- Ружић Новица, каплар, погинуо у Љешу 16. децембра 1912.
- Ружић Танасије, редов, умро на Крфу 1915.
- Ружић Чедомир, редов, погинуо на Ђурђевим стубовима 1912.
- Симеуновић Антоније, редов, погинуо на Брестовом долу 1915.
- Симеуновић Милутин, редов, погинуо на Причиновићу 1914.
- Симеуновић Радован, каплар, умро у Солуну 1915.
- Симеуновић Светозар, редов нестао у Љешу 5. новембра 1912.
- Спасојевић Александар, редов, умро у Крчагову 1915.
- Спасојевић Милутин, редов, погинуо у Причиновићу 1914.
- Спасојевић Недељко, редов, погинуо у Причиновићу 1914.
- Сретеновић Никола, редов, погинуо на Крупњу 1914.
- Станић Василије, умро у рату.
- Стевановић Драгић, умро од рана код куће 1915.
- Стевановић Милић, редов, умро од рана код куће 1915.
- Тодоровић Добривоје, редов, умро на боловању 1915.
- Тодоровић Сава, редов, умро на боловању 1815.
- Топаловић Илија, редов, погинуо на Јагодини 18. октобра 1915.
- Топаловић Миливоје, редов, погинуо на Новом Пазару 8. октобра 1912.
- Топаловић Чедомир, под. наредник, погинуо на Брестовом долу 18. октобра 1915.[1]

### Припадници партизанског покрета
- Митровић Данило-Аврам, син Владисава, обућарски радник, члан КПЈ од 1939. године, у НОР ступио првих дана устанка 1941. године. Погинуо 9. марта 1944. године у селу Грабовици код Г. Милановца. Посмртни остаци сахрањени на негришорском гробљу.
- Ружић Ненад, син Мирка, земљорадник, у НОП ступио првих дана устанка 1941. Погинуо негде у Босни 1944.
- Габоровић Стојанка, кћи Влада, домаћица, роћена 1925. године. Члан КПЈ од 1941. године. У НОР ступила 1941. Ухваћена од стране четника и стрељана у Гучи јуна 1944. године. Сахрањена на негришорском гробљу.
- Илић Милош, син Пантелије, земљорадника, рођен 1924. године, члан СКОЈ-а. Ступио у НОВ 1944. године у VI пролетерску бригаду. Погинуо у борби против Немаца код Бјеловара 1945. године.
- Габоровић Десимир, син Драгутина, земљорадник, сарађивао са НОБ. Заклали га четници 2. августа 1942. године у Негришорима.
- Митровић Љубиша, син Петронија, земљорадник, рођен 1921. године. У НОП ступио 1941. године. Убили га четници 29. децембра 1942. године у Марковици. Сахрањен у Негришорима.
- Габоровић Ђорђе, рођен 1919. Погинуо у борби против окупатора 21. октобра 1941. године у Краљеву.
- Габоровић Бранислав, рођен 1920. године. Погинуо у борби против окупатора 21. октобра 1941. године у Краљеву.
- Илић Лука, рођен 1919. године. Погинуо у јуришу на Краљево код Ратарске школе 12. октобра 1941. године.
- Илић Божидар, рођен 1916. Погинуо у борби против окупатора 21. октобра 1941. у Краљеву.
- Митровић Раде, рођен 1914. Погинуо у борби против окупатора 21. октобра 1941. на Краљеву.
- Габоровић Божидар, рођен 1917. Погинуо у јуришу на окупаторске положаје код Ратарске школе у Краљеву 12. октобра 1941.
- Лојаница Миломир, рођен 1911. Погинуо у јуришу на окупаторске положаје код Ратарске школе у Краљеву 12. октобра 1941.
- Стевановић Радивоје, рођен 1919. погинуо у борби против окупатора 21. октобра 1941. године у Краљеву.
- Недељковић Тодор, рођен 1916. Погинуо у јуришу на окупаторске положаје код Ратарске школе у Краљеву 12. октобра 1941.
- Дуњић Милован, рођен 1918. Погинуо у јуришу на непријатељске положаје код Ратарске школе у Краљеву 12. октобра 1941.
- Габоровић Јанко, рођен 1919. Погинуо у борби против Немаца у Краљеву 21. октобра 1941.
- Сретеновић Мито, рођен 1918. Погинуо у борбама против Немаца у Краљеву 21. октобра 1941.
- Габоровић Милија, рођен 1919. Погинуо јуришајући на немачке положаје код Ратарске школе у Краљеву 12. октобра 1941.
- Маркићевић Вукашин, рођен 1925. Ступио у НОВЈ 1944. Погинуо као борац 7. црногорске бригаде 1945. код Славонске Пожеге.
- Стевановић Милан, рођен 1927. Ступио у НОВЈ 1944. Погинуо у борби против окупатора 1945. код Иван-села у Босни.
- Тодоровић Велимир, рођен 1880. Убијен од стране Српске државне страже у Гучи 1942.
- Јованчевић Славко, ученик гимназије, рођен 1921. Био секретар Среског комитета СКОЈ-а у Чачку. Умро у бункеру у Пухову, децембра 1941. где се скривао од четника. Сахрањен на негришорском гробљу.
- Дуњић Славомир, рођен 1918. године. Задњих година пред рат био настањен у Гучи. У НОП ступио 1941. Ухватили га четници и предали Немцима. Умро у логору 1942.[1]

### Припадници четничког покрета
- Давидовић Миломир, рођен 1912. Припадао четничким јединицама. Убијен од четника 1942.
- Митровић Божидар, рођен 1918. Припадник четничких јединица и убијен од четника 1943.
- Протић Драгутин, рођен 1888. Организатор и припадник четничких јединица. Ухваћен 1944. и стрељан од јединица НОВ.
- Милинковић Миладин, учитељ, рођен 1919. Погинуо 1945. у борби са јединицама НОВ у Горњем Драгачеву.
- Дуњић Драган, рођен 1921. Припадник четника. Ухваћен почетком 1945. и стрељан у Гучи.
- Обреновић Божидар, рођен 1918. Као припадник четника погинуо у борби са јединицама НОВ у Негришорима 1945.
- Марковић Видоје, рођен 1920. године. Припадао четницима. Обесио се 1945. да не би пао у руке партизанима.
- Ружић Ристо, рођен 1914. Био у четницима негде у Шумадији. По ослобођењу је ухваћен и отеран у крајеве где је четовао. Више се није вратио. Изгледа да су га тамо убили сељаци без суђења.
- Милинковић Раде, рођен 1920. Мобилисан од стране четника и погинуо у борби са партизанима 1944. на Лорету.[1]

### Припадници других организација
- Дуњић Рисим, рођен 1913. Припадао жандармерији. Погинуо у борби са партизанима код Ваљева 1941.
- Јанковић Љубо, рођен 1912. Мобилисан од стране СДС. Погинуо приликом покушаја хватања Раденка Мандића 1942. у Негришорима.[1]

### Цивили страдали у немачкој казненој експедицији 1943.
- Габоровић Станко, рођен 1902. године. Стрељан од стране Немаца 10. јуна 1943. у Гучи.
- Габоровић Крсман, рођен 1922. Стрељан од Немаца 10. јуна 1943. године у Гучи.
- Сретеновић Драгољуб, рођен 1906. Стрељан 10. јула 1943. од немачке казнене експедиције.
- Спасојевић Радојле, рођен 1893. Стрељан 10. јула 1943. од немачке казнене експедиције.
- Милисављевић Тихомир, рођен 1880. године. Стрељан 10. јула 1943. од немачке казнене експедиције.
- Милосављевић Ђорђе, рођен 1888. године. Стрељан 10. јула 1943. од немачке казнене експедиције.
- Милинковић Добрица, рођен 1895. године. Стрељан 10. јула 1943. од немачке казнене експедиције.
- Ружић Војин, рођен 1899. године. Стрељан 10. јула 1943. од немачке казнене експедиције.
- Ружић Мијојла, рођена 1901. Стрељана 10. јула 1943. од немачке казнене експедиције.
- Ружић Павле, рођен 1885. Стрељан 10.јула 1943. од немачке казнене експедиције.
- Ружић Иван, рођен 1898. године. Стрељан 10. јула 1943. од немачке казнене експедиције.
- Ружић Ацко, рођен 1877. године. Стрељан 10. јула 1943. од немачке казнене експедиције
- Ружић Зорка, рођена 1892. Стрељана 10. јула 1943. заједно с мужем од немачке казнене експедиције.
- Зарић Велисав, рођен 1875. Стрељан 10. јула 1943. од немачке казнене експедиције код школе у Негришорима.
- Ружић Јово, рођен 1890. године. Стрељан од немачке казнене експедиције 10. јула 1943. код школе у Негришорима.
- Ружић Станојла, рођена 1891. Стрељана 10. јула 1943. на кућном прагу од немачке казнене експедиције.
- Топаловић Тихомир, рођен 1899. Стрељан 10. јула 1943. од немачке казнене експедиције.
- Топаловић Радинка, рођена 1910. године. Стрељана 10. јула 1943. од немачке казнене експедиције кућном прагу.
- Топаловић Милован, рођен 1896. Стрељан 10. јула 1943. од немачке казнене експедиције у дворишту своје куће.
- Давидовић Даринка, рођена 1884. Стрељана 10. јула 1943. од немачке казнене експедиције у дворишту испред куће.
- Дуњић Перса, рођена 1896. Стрељана 10. јула 1943. од немачке казнене експедиције.
- Ружић Милица, рођена 1912. Стрељана 10. јула 1943. од немачке казнене експедиције својој кући.
- Дуњић Јулка, рођена 1912. Стрељана 10 јула 1943. од немачке казнене експедиције.
- Дуњић Миливоје, рођен 1881. Стрељан 10. јула 1943. од немачке казнене експедиције.
- Дуњић Роса, рођена 1887. Стрељана 10. јула 1943. од немачке казнене експедиције у своме дворишту.
- Дуњић Драгиња, рођена 1902. Стрељана 10. јула 1943. од немачке казнене експедиције на кућном прагу.
- Дуњић Зорка, рођена 1936. Стрељана 10. јула 1943. од немачке казнене експедиције у кући поред мајке.
- Дуњић Јелена, рођена 1939. Стрељана 10. јула 1943. од немачке казнене експедиције у кући поред мајке и сестре.
- Дуњић Рајка, рођена 1901. Стрељана 10. јула 1943. од немачке казнене експедиције пред кућом у дворишту.[1][11]

### Остале цивилне жртве
- Сретеновић Давид, рођен 1906. Умро у Немачкој 1942. као заробљеник БЈВ.
- Станић Милоје, рођен 1904. Умро у Немачкој 1942. као заробљеник БЈВ.
- Митровић Миленија, рођена 1902. Убијена од стране четника у Негришорима 1943.
- Тодоровић Јеленка, рођена 1877. године. Погинула за време немачког бомбардовања новембра 1944.
- Павловић Наста, рођена 1912. године. Заклали је четници пред својом кућом 1942.
- Топаловић Борисав, рођен 1924. Стрељан од Немаца новембра 1944. у Овчар-Бањи.[1]

Надгробник на оближњем негришорском гробљу сведочи страдању невиних жртава:
Овде лежи
мајка ДРАГИЊА
са децом
ЗОРОМ старом 7 година и
ЈЕЛОМ старом 4 године
које убише Немци на кућном прагу
10. јула 1943. године.